# 인강
인강(라틴어: Aenus, 독일어: Inn, 이탈리아어: Eno, 로만슈어: En)은 유럽 중부의 스위스·독일·오스트리아를 흐르는 강이다. 다뉴브강의 지류이다. 길이 517 km, 유역면적 25,700 km2이다.

## 지리
원류는 강 이름을 따서 명명된 엥가딘 지역의 생모리츠 서쪽 스위스 알프스에 있다. 출발지에서 얼마 지나지 않아 인강은 코스에서 가장 큰 호수인 실스 호수와 실바플래나 호수를 통해 흘러간다. 북동쪽으로 뻗어 오스트리아로 진입하고, 란데크에서 동쪽으로 오스트리아 티롤주와 그 수도인 인스부르크(인강 위의 다리)를 거쳐 국경을 넘어 쿠프슈타인 근처 바이에른으로 이동한다.
바이에른 영토에서 강은 북쪽으로 흐르고 로젠하임, 바서부르크 암 인 및 발트크라이부르크를 통과한다. 그런 다음 동쪽으로 방향을 틀고 뮐도르프와 노이외팅을 통과하고, 두 개의 주요 지류인 알츠강과 잘차흐강으로 확장된다. 여기에서 다뉴브강까지 독일(바이에른)과 오스트리아(오버외스터라이히주)의 국경을 형성한다. 강의 마지막 부분에 있는 도시는 마르크틀, 짐바흐암인, 브라우나우암인 및 쉐르딩이다.
파사우에서 인강은 마침내 다뉴브강으로 들어간다. (일츠강도 마찬가지) 인강은 파사우에 수렴할 때 다뉴브보다 평균 유량이 더 많고, 그 유역에 다뉴브 유역의 가장 높은 지점인 베르니나봉이 포함되어 있지만, 인강은 길이가 더 긴 다뉴브강의 지류로 간주된다. 더 넓은 표면적과 더 일관된 흐름이 있다. 인강은 스위스에서 발원하여, 다뉴브강을 경유하여 흑해로 끝나는 유일한 강이다.